# HDBaseT
HDBaseT és una normativa de connectivitat en productes comercials de consum. Les dades a enviar són vídeo d'alta definició sense comprimir, àudio, energia elèctrica, xarxes domèstiques, Ethernet, USB i alguns senyals de control. El suport de transmissió és cable de categoria 5e o superior i els connectors Ethernet tipus 8P8C. HDBaseT fou dissenyat per l'aliança HDBT el juny del 2010.

## Història
- HDBT va ser creada per l'empresa Valens.[4]
- El 2010, incorporen Samsung Electronics, Sony Pictures Entertainment i LG Electronics.
- El 2013, d'editen les especificacions 2.0
- El 2017, es demosra una versió amb connectivitat IP.

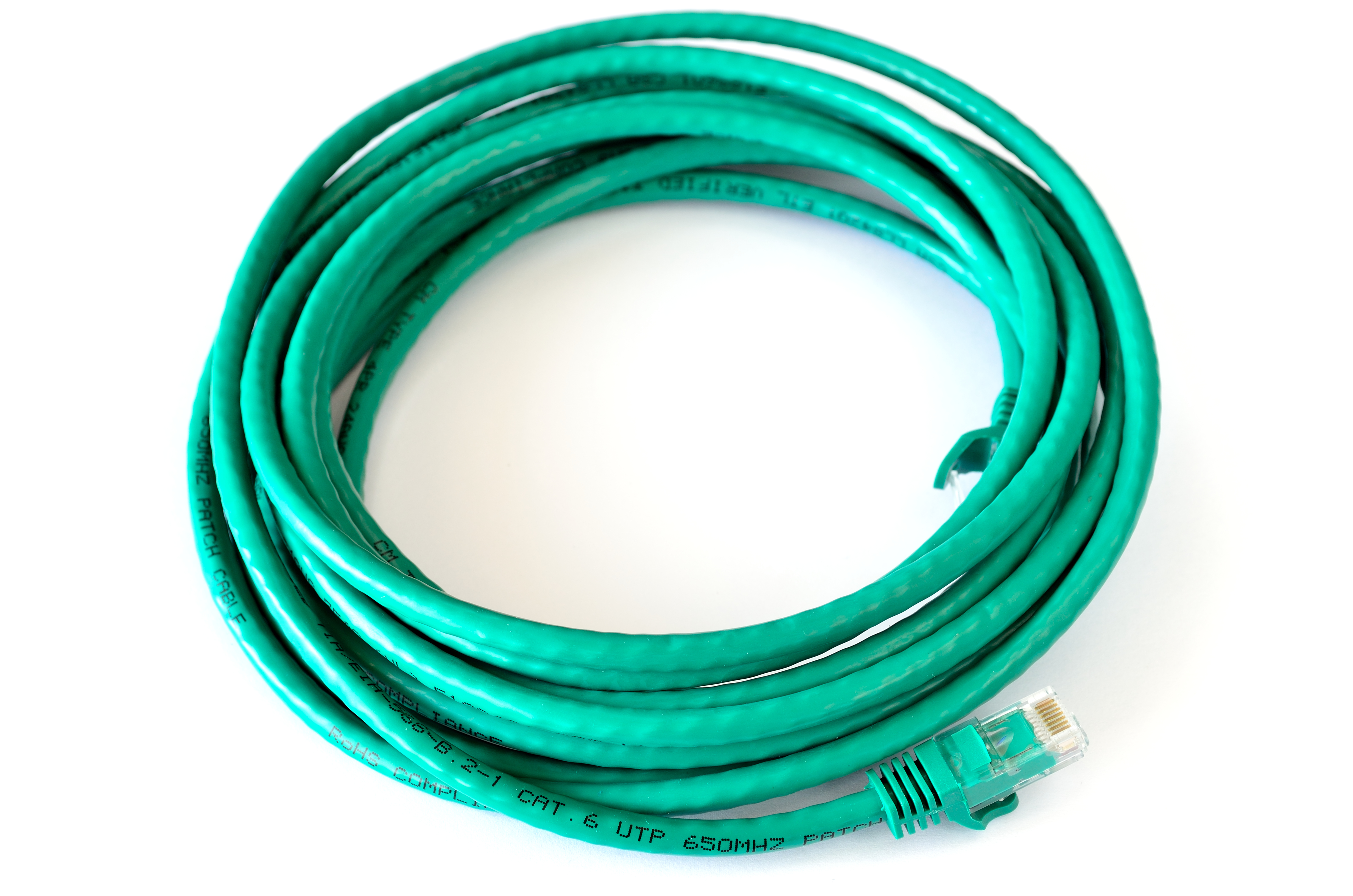
Fig.1 Exemple de cable Cat 6a

- Fig.1 Exemple de cable Cat 6aEl IEEE anuncia que HDBase ha estat acceptat com l'estàndard IEEE 1911.

## Característiques
- HDBaseT es transmet a través de cables de categoria 6a (vegeu Fig.1) fins a 100 metres amb connectors modulars tipus 8P8C com els emprats en xarxes locals Ethernet.
- HDBaseT transmet vídeo d'alta definició sense comprimir, àudio, energia elèctrica, xarxes domèstiques, Ethernet, USB i alguns senyals de control com IR.
- El protocol HDBaseT és complementari al protocol HDMI, ja que permet eviar la mateixa informació a molta més distància. És una alternativa a sistemes de ràdio-freqüència i cable coaxial.
- Vídeo : permet enviar vídeo d'alta definició sense comprimir (màxima resolució de 4K a 30Hz, no a 60Hz) debut a la velocitat de transmissio de 10,2 Gbit/s. El protocol HDMI 2.0 té 18 Gbit/s
- Ethernet : soprta fins a 100 Mbit/s
- Energia elèctrica : és una variació del sistema Power over Ethernet i pot enviar fina 100W.